# Hans Robert Jauss
Hans Robert Jauss (ur. 21 grudnia 1921 w Göppingen, zm. 1 marca 1997 w Konstancji) – niemiecki uczony, wykładowca Uniwersytetu w Konstancji, znany z badań nad teorią recepcji dzieła literackiego.
Specjalista z zakresu średniowiecznej i modernistycznej literatury francuskiej.

## Praca naukowa
Doktorat na Uniwersytecie w Heidelbergu obronił w 1952, na podstawie pracy Zeit und Erinnerung in Marcel Prousts «À la recherche du temps perdu», napisanej pod kierunkiem Gerharda Hessa. Habilitował się na tym samym uniwersytecie w 1957.
Gościnnie wykładał na Uniwersytecie Zuryskim, Wolnym Uniwersytecie Berlińskim, Uniwersytecie Columbia, Uniwersytecie Yale, Sorbonie, Uniwersytecie Katolickim w Leuven, Uniwersytecie Kalifornijskim w Berkeley, Uniwersytecie w Princeton i Uniwersytecie Wisconsin w Madison.

## Dzieła
- Historia literatury jako prowokacja, przeł. Małgorzata Łukasiewicz, Warszawa, Wydawnictwo IBL, 1999 (wyd. oryg. Literaturgeschichte als Provokation der Literaturwissenschaft, 1967).
- Ästhetische Erfahrung und literarische Hermeneutik, 1991.
- Wege des Verstehens, 1994.